# Aura (Satellit)
Aura ist der Name eines Erdbeobachtungssatelliten der US-amerikanischen Raumfahrtagentur NASA, der am 15. Juli 2004 mit einer Rakete vom Typ Delta 2 gestartet wurde. Aura befindet sich in einem sonnensynchronen Orbit mit einer Inklination von 98,2° in ca. 700 km Höhe. Die sechs Satelliten Aura, Aqua, CloudSat, PARASOL, CALIPSO und OCO 2 bilden zusammen den A-Train.
Hauptziele der Mission sind die Beobachtung der Ozonschicht, die Beobachtung der Luftqualität (bodennahes Ozon, Stickstoffdioxid, Aerosole) und des Klimawandels. Der Satellit begann nach einer Kalibrierungsphase mit der routinemäßigen Sammlung von Daten am 14. Oktober 2004.
Der Satellit hat vier Instrumente an Bord:
- HIRDLS (High Resolution Dynamic Limb Sounder) misst die Infrarotstrahlung von Ozon, Wasserdampf, Chlorfluorkohlenwasserstoffen, Methan und verschiedener Stickstoffverbindungen. HIRDLS ist eine Gemeinschaftsentwicklung der University of Colorado Boulder und der University of Oxford.
- MLS (Microwave Limb Sounder) misst die von verschiedenen Spurengasen abgegebene Mikrowellenstrahlung.
- OMI (Ozone Monitoring Instrument) arbeitet im sichtbaren und ultravioletten Bereich des elektromagnetischen Spektrums und liefert hochaufgelöste Bilder der globalen Ozonverteilung, von anderen Spurengasen und von Aerosolen. OMI wurde vom niederländischen NVIR entwickelt.
- TES (Tropospheric Emission Spectrometer) misst die Konzentration von bodennahem Ozon und anderen Spurengase durch ihre Infrarotemissionen.